# 西連地あゆみ
西連地 あゆみ（さいれんじ あゆみ、1986年9月3日 - ）はフリーアナウンサー。2009年から2012年3月まで茨城県水戸市Ps.プラチナスタイル（旧:株式会社アユミング）に所属してブライダルMC、2017年3月まで静岡エフエム放送（K-mix）のアナウンサー、パーソナリティであった。

## 人物・来歴
茨城県ひたちなか市出身。血液型はB型。ひたちなか親善大使（2010年度 - 2011年度）。習字師範の資格を所持。法政大学文学部卒。
2012年2月、静岡エフエム放送に入社。2017年3月末に退社し、フリーアナウンサーに転身、同時に大阪府に転居した。
現在は、松竹芸能に所属。
2023年に結婚、入籍。産休に入る為2022年12月31日放送の「PERKY SOUND FLASH」を降板。現在は事前収録によって放送される「東大生 西岡壱成の西岡ゼミ」のみの出演となっている（2023年3月から5月まで休演）。

## 現在の担当番組
2023年4月現在。
- 東大生 西岡壱成の西岡ゼミ（2022年4月-・月曜20:30-20:55）

## 過去の担当番組
2022年12月現在。
- eかいごナビ いい笑顔！いい介護！[4]（2013年4月1日-・月曜13:53-14:00。-2013年3月25日・月曜15:55-16:00。ポッドキャスティング配信実施）
- PERKY SOUND FLASH（2012年4月-2022年12月31日・土曜9:00-9:55）
- Back To The MEGA PUSH TRACK（2013年4月1日-・月-木曜27:50-27:55）
- うご★ラジ 火・木曜担当（2013年4月2日-・12:20頃-／15:20頃-）
- K-MIX Studio 9 火曜担当（2012年4月-2013年3月・21:00-22:00）
- K-MIX Brand-new Junction 金曜担当（2012年4月-2013年3月29日・7:28-9:27）
- さいれんじのぬばたまの（2016年10月- 2017年3月・土曜日26:00-27:00）